# Ostnojazyční
Ostnojazyční (Osteoglossiformes) je řád ryb náležející do třídy paprskoploutví. Název řádu je odvozen od ostny pokrytého či kostnatého jazyka, který je typickým znakem zástupců této skupiny. Ostnojazyční obývají sladké vody a vyskytují se na všech kontinentech s výjimkou Evropy a Antarktidy.

## Taxonomie
Řád ostnojazyční se dále člení do následujících čeledí:
- Osteoglossidae – ostnojazykovití
- Pantodontidae – motýlkovcovití
- Notopteridae – nožovcovití
- Mormyridae – rypounovití
- Gymnarchidae – gymnarchovití

Čeleď Arapaimidae, která sem tradičně patřila, byla na základě rozborů DNA zrušena a její zástupci se nově řadí do Osteoglossidae. Dříve se sem řadila také čeleď Hiodontidae, která se nově na základě rozborů DNA stala sesterskou skupinou Hiodontiformes.